# Шекел
Шекел (на иврит: שקלים) или сикъл (на иврит: שקל) е наименованието на няколко древни мерни единици за тегло или на валута.
Първата употреба на термина е от Месопотамия около 3000 г. пр.н.е. Първоначално той се отнася към единицата мярка тегло на ечемика – 1 сикъл е около 180 зърна (11 грама или 0,35 тройунции).
Етимологията на думата е акадска (шиглу или сиглу) и служи за означение на единица за тегло, еквивалентна на шумерския гин 2.  Първата доказана употреба на думата е от 2150 г. пр.н.е. в Акадското царство по времето на Нарам-Син, а през 1700 г. пр.н.е. е засвидетелствана в Кодекса на Хамурапи. Думата се използва и в Стария завет в първата книга – Битие (Библия).
Прочутите през класическата древност тирски сикли са най-вероятните библейски платежни единици за 30 броя от които е бил предаден Исус Христос на Синедриона от Юда Искариотски.
В античността, в пунически Картаген, първите собствени монети също се казвали шекели и датират от края на 4 век пр.н.е. По-сетне по времето на първото еврейско въстание, също се появяват шекели (вече като еврейски монети, като днес се приема, че първата монета е дарика, дело на Крез – цар на Лидия ) с тегло 9 и 17 грама, и стойности от 11, 14, и 17 единици, които са златни или сребърни монети, чието тегло е еквивалентно в зависимост от съдържанието на метала на една от тези единици. Основната еврейска монета по това време е сребърната. Предходно западносемитските народи (моавците, едомците и финикийци), като наследство от техните предци – ханаанците, също използват сикъла като разменна стойност.
За последно през античността, шекели са се секли по времето на Вавилонския бунт и на Второто еврейско въстание под предводителството на Симон Бар Кохба срещу Римската империя през 132 – 135 г., което приключва с тежко поражение за евреите.
Днес шекелът е официална парична единица като разплащателно средство на държавата Израел.